# Kyōichi Sawada
Pour les articles homonymes, voir Sawada.
Kyōichi Sawada (沢田 教一, Sawada Kyōichi) (22 février 1936 - 28 octobre 1970) est un photographe japonais de l'agence United Press International qui a remporté le prix Pulitzer de photographie (en) en 1966 pour ses photographies de combat de la guerre du Vietnam en 1965.

## Biographie
Kyōichi Sawada meurt en octobre 1970, au sud de Phnom Penh, en compagnie de Frank Frosch, chef du bureau régional de l'United Press International (UPI). Les deux hommes, habillés en civil et sans armes, se dirigeaient vers le Plateau de Kirirom au Cambodge, lorsqu'ils furent abattus de plusieurs balles par des Khmers rouges.

## Œuvres récompensées
Deux des photographies de Kyōichi Sawada sont sélectionnées comme « World Press Photos de l'année » en 1965 et 1966. La photographie de 1965 montre une mère vietnamienne et des enfants pataugeant dans une rivière pour échapper à un bombardement américain. La célèbre photographie de 1966 montre des soldats américains de la première division d'infanterie traînant un Viet Cong mort vers un lieu de sépulture derrière leur transport de troupes blindé M113, après qu'il a été tué dans une attaque de nuit par plusieurs bataillons Viet Cong lors de la bataille de Long-Tân contre les forces australiennes et américaines. Il est le seul photographe à avoir reçu cette distinction deux années de suite.